# Nazionale femminile di hockey su ghiaccio della Svizzera
La nazionale di hockey su ghiaccio femminile della Svizzera è controllata dalla Lega Svizzera di Hockey su Ghiaccio (LSHG) e si trova al 4º nel ranking mondiale a ridosso delle prime 3 ( Canada,  Stati Uniti e  Finlandia).
Il miglior piazzamento ad un Mondiale della nazionale risale al 2012, quando le elvetiche centrarono la medaglia di bronzo. Il miglior risultato ad un Olimpiade venne raggiunto due anni più tardi, alle olimpiadi di Sochi, dove vinsero nuovamente la medaglia di bronzo.

## Partecipazione ai tornei internazionali

### Giochi olimpici invernali
| Edizione | Sede        | Piazzamento |        |
| -------- | ----------- | ----------- | ------ |
| 2006     | Torino      | 7º posto    | roster |
| 2010     | Vancouver   | 5º posto    | roster |
| 2014     | Soči        | 3º posto    | roster |
| 2018     | Pyeongchang | 5º posto    | roster |

### Campionati d'Europa
- 1989 - 5º posto
- 1991 - 5º posto
- 1993 - 5º posto
- 1995 -  Medaglia di bronzo
- 1996 - 5º posto

### Campionati Mondiali
- 1990 - 5º posto
- 1992 - 8º posto
- 1994 - 7º posto
- 1997 - 7º posto
- 1999 - 8º posto (Retrocessione in prima divisione)
- 2000 - 10º posto
- 2001 - 9º posto (Promozione nella divisione A)
- 2004 - 8º posto (Retrocessione in prima divisione)
- 2005 - 9º posto (Promozione nella divisione A)
- 2007 - 5º posto
- 2008 - 4º posto
- 2009 - 7º posto
- 2011 - 6º posto
- 2012 -  Medaglia di bronzo
- 2013 - 6º posto
- 2015 - 6º posto
- 2016 - 7º posto
- 2017 - 7º posto

## Rosa
Roster per i Giochi olimpici invernali 2018 a Pyeongchang in Corea del Sud.
Head coach: Daniela Diaz
| No. | Pos. | Nome               | Altezza             | Peso           | Data di nascita  | Team                                       |
| --- | ---- | ------------------ | ------------------- | -------------- | ---------------- | ------------------------------------------ |
| 1   | P    | Janine Adler       | 1,65 m (5 ft 5 in)  | 60 kg (130 lb) | 5 luglio 1995    | St. Cloud State Huskies women's ice hockey |
| 3   | A    | Sarah Forster      | 1,70 m (5 ft 7 in)  | 64 kg (141 lb) | 19 maggio 1993   | EV Bomo Thun                               |
| 7   | A    | Lara Stalder       | 1,68 m (5 ft 6 in)  | 63 kg (139 lb) | 15 maggio 1994   | Linköpings HC                              |
| 8   | D    | Nicole Gass        | 1,73 m (5 ft 8 in)  | 70 kg (150 lb) | 18 agosto 1993   | ZSC Lions                                  |
| 9   | D    | Shannon Sigrist    | 1,70 m (5 ft 7 in)  | 62 kg (137 lb) | 20 aprile 1999   | ZSC Lions                                  |
| 11  | D    | Sabrina Zollinger  | 1,65 m (5 ft 5 in)  | 64 kg (141 lb) | 27 marzo 1993    | HV71                                       |
| 12  | A    | Lisa Rüedli        | 1,68 m (5 ft 6 in)  | 64 kg (141 lb) | 3 novembre 2000  | GKC Lions                                  |
| 13  | A    | Sara Benz          | 1,63 m (5 ft 4 in)  | 55 kg (121 lb) | 25 agosto 1992   | ZSC Lions                                  |
| 14  | A    | Evelina Raselli    | 1,70 m (5 ft 7 in)  | 64 kg (141 lb) | 3 maggio 1992    | HC Lugano Ladies                           |
| 15  | A    | Monika Waidacher   | 1,73 m (5 ft 8 in)  | 70 kg (150 lb) | 9 luglio 1990    | ZSC Lions                                  |
| 16  | A    | Nina Waidacher     | 1,73 m (5 ft 8 in)  | 70 kg (150 lb) | 23 agosto 1995   | ZSC Lions                                  |
| 18  | A    | Tess Allemann      | 1,68 m (5 ft 6 in)  | 63 kg (139 lb) | 7 aprile 1998    | EV Bomo Thun                               |
| 19  | D    | Christine Meier    | 1,78 m (5 ft 10 in) | 84 kg (185 lb) | 12 febbraio 1986 | ZSC Lions                                  |
| 21  | D    | Laura Benz         | 1,73 m (5 ft 8 in)  | 63 kg (139 lb) | 25 agosto 1992   | ZSC Lions                                  |
| 22  | D    | Livia Altmann      | 1,65 m (5 ft 5 in)  | 64 kg (141 lb) | 13 dicembre 1994 | Colgate Raiders women's ice hockey         |
| 23  | D    | Nicole Bullo       | 1,57 m (5 ft 2 in)  | 55 kg (121 lb) | 18 luglio 1987   | HC Lugano Ladies                           |
| 24  | A    | Isabel Waidacher   | 1,63 m (5 ft 4 in)  | 56 kg (123 lb) | 25 luglio 1994   | ZSC Lions                                  |
| 25  | A    | Alina Müller       | 1,68 m (5 ft 6 in)  | 60 kg (130 lb) | 12 marzo 1998    | EHC Kloten                                 |
| 26  | A    | Dominique Rüegg    | 1,73 m (5 ft 8 in)  | 72 kg (159 lb) | 5 febbraio 1996  | ZSC Lions                                  |
| 27  | D    | Stefanie Wetli     | 1,73 m (5 ft 8 in)  | 59 kg (130 lb) | 4 febbraio 2000  | EHC Winterthur                             |
| 31  | P    | Andrea Brändli     | 1,78 m (5 ft 10 in) | 65 kg (143 lb) | 5 giugno 1997    | EHC Schaffhausen                           |
| 41  | P    | Florence Schelling | 1,65 m (5 ft 5 in)  | 74 kg (163 lb) | 9 marzo 1989     | Linköpings HC                              |
| 88  | A    | Phoebe Stänz       | 1,65 m (5 ft 5 in)  | 59 kg (130 lb) | 7 gennaio 1994   | SDE Hockey                                 |

LEGENDA:

P = Portiere, D = Difensore, A = Attaccante